# まんがこども文庫
『まんがこども文庫』（まんがこどもぶんこ）は、1978年10月6日から1979年9月28日までTBS系列局で放送されていたテレビアニメである。毎日放送、グループ・タック、ヘラルド・エンタープライズの共同製作。全51話。
童話・童謡雑誌『赤い鳥』などに掲載された大正・昭和期の児童文学を原作とし、前作『まんが偉人物語』と同様に1話15分構成で1年間放送されていた30分番組。エンディングテーマを月替わりとするなど、音楽にも力を入れていた。番組製作に関与していた毎日放送とグループ・タックは、同じくTBS系列局で放送されていた『まんが日本昔ばなし』にも参加していた。

## スタッフ
- 企画製作 - グループ・タック、ヘラルド・エンタープライズ、毎日放送
- 監修 - 滑川道夫
- オープニングデザイン - 杉井ギサブロー
- 構成 - 藤本四郎、樋口雅一
- 音楽 - 野田暉行、宇野誠一郎、菊地雅春、三枝成章、北爪道夫、すぎやまこういち、小森昭宏ほか
- 演奏 - 野口龍、木村マリ、東京五重奏団ほか
- オーディオディレクター - 田代敦巳
- チーフディレクター - 前田庸生
- プロデューサー - 鬼丸一平 → 田代敦巳

## 声の出演
- 岸田今日子
- 大栗清史
- 菅原靖人
- 薄田拓己
- 安原義人
- 槐柳二
- 阪脩
- 沢りつお
- 松金よね子
- 瀬能礼子
- 太田淑子
- 丸山裕子
- 菊地紘子
- 山下啓介

ほか

## 主題歌

### オープニングテーマ
「よんでいる」
歌 - 堀江美都子 / 作詞 - 岸田衿子 / 作曲・編曲 - 宇野誠一郎

### エンディングテーマ
「案山子と海」
歌 - 真理ヨシコ / 作詞 - 西條八十 / 作曲 - 柴田南雄 / 編曲 - 小森昭宏
「ながれ椅子」
歌 - 堀江美都子 / 作詞 - 西條八十 / 作曲・編曲 - 宇野誠一郎
「お菓子の汽車」
歌 - 石毛恭子 / 作詞 - 西條八十 / 作曲・編曲 - 野田暉行
「ゆきがふる」
歌 - 大杉久美子、コロムビアゆりかご会 / 作詞 - まどみちお / 作曲・編曲：水野修孝
「椿の莟」
歌 - 真理ヨシコ / 作詞 - 島木赤彦 / 作曲 - 小倉朗 / 編曲 - 小森昭宏
「ちょびっとちょびっと春がきた」
歌 - 大杉久美子 / 作詞 - サトウハチロー / 作曲 - 菊地雅春 / 編曲 - 小森昭宏
「ひよこ」
歌 - 真理ヨシコ、杉並児童合唱団 / 作詞 - 島木赤彦 / 作曲・編曲 - 小森昭宏
「雲雀」
歌 - 杉並児童合唱団 / 作詞 - 三木露風 / 作曲・編曲 - 飯沼信義
「雨のこもりうた」
歌 - 渡辺直子 / 作詞 - 小池知子 / 作曲・編曲 - 新実徳英
「どうぶつえんのこもりうた」
歌 - かおりくみこ / 作詞 - 小池知子 / 作曲・編曲 - 越部信義
「ふんすい」
歌 - こおろぎ'73 / 作詞 - 西條ふたばこ / 作曲 - 平吉毅州 / 編曲 - 青木望
「さんご礁」
歌 - 大杉久美子 / 作詞 - 古村徹三 / 作曲・編曲 - 宇野誠一郎

## 各話リスト
| 回 | 放送日         | タイトル                      | 原作 （作詞） | 脚本 （文芸）   | 演出             | 作画             | 美術       |
| -- | -------------- | ----------------------------- | ------------- | --------------- | ---------------- | ---------------- | ---------- |
| 1  | 1978年 10月6日 | 狐                            | 新美南吉      | 森﨑東          | 森田浩光         | 上口照人         | 大山哲史   |
| 1  | 1978年 10月6日 | まつりご                      | 壺井栄        | 森﨑東          | 藤本四郎         | 高橋信也         | 下道一範   |
| 2  | 10月13日       | 鈴蘭                          | 吉屋信子      | 関功            | 辻伸一           | 辻伸一           | 亀崎経史   |
| 2  | 10月13日       | 梅づけの皿                    | 千葉省三      | 森崎東 大原清秀 | 矢沢則夫         | 矢沢則夫         | 西村邦子   |
| 3  | 10月20日       | どうぶつえんからにげたさる    | 佐藤義美      | 森崎東 大原清秀 | 勝井千賀雄       | 岡田敏靖         | 宮川一男   |
| 3  | 10月20日       | おさくの話                    | 小川未明      | 川崎洋          | 小林三男         | 若林常夫         | 小林光代   |
| 4  | 10月27日       | 月の輪熊                      | 椋鳩十        | 横光晃          | 小林治           | 小林治           | 下道一範   |
| 4  | 10月27日       | 子馬は帰りぬ                  | 吉田絃二      | 沖島勲          | 森田浩光         | 岡田敏靖         | 亀崎経史   |
| 5  | 11月3日        | ねずみのかくれんぼ            | 坪田譲治      | 勝目貴久        | 山田みちしろ     | 山田みちしろ     | 門屋達郎   |
| 5  | 11月3日        | 大造爺さんと雁                | 椋鳩十        | 芦沢俊郎        | 勝井千賀雄       | 上口照人         | 大山哲史   |
| 6  | 11月10日       | 牛のよろこび                  | 浜田廣介      | 横光晃          | 藤本四郎         | 高橋信也         | 下道一範   |
| 6  | 11月10日       | やなぎの糸                    | 壺井栄        | 山田正弘        | 矢沢則夫         | 矢沢則夫         | 西村邦子   |
| 7  | 11月17日       | 仁兵衛学校                    | 千葉省三      | 森崎東          | 高橋信也         | 若林常夫         | 宮川一男   |
| 7  | 11月17日       | 犬と友達                      | 坪田譲治      | 芦沢俊郎        | 森田浩光         | 岡田敏靖         | 門屋達郎   |
| 8  | 11月24日       | 魔術                          | 芥川龍之介    | 稲垣俊          | 辻伸一           | 辻伸一           | 阿部幸次   |
| 8  | 11月24日       | 決闘                          | 新美南吉      | 芦沢俊郎        | 上梨満雄         | 小和田良博       | 宮本清司   |
| 9  | 12月1日        | さつまはやと                  | 小出正吾      | 沖島勲          | 荒木伸吾         | 姫野美智         | 大山哲史   |
| 9  | 12月1日        | 百姓の夢                      | 小川未明      | 山田正弘        | 小林治           | 小林治           | 下道一範   |
| 10 | 12月8日        | 化猫退治                      | 千葉省三      | (沖島勲)        | 児玉喬夫         | 上口照人         | 阿部幸次   |
| 10 | 12月8日        | 港の少女                      | 壺井栄        | 勝目貴久        | 吉森光二         | 高橋信也         | 西村邦子   |
| 11 | 12月15日       | 空気入れ                      | 新美南吉      | 横光晃          | 藤本四郎         | 岡田敏靖         | 宮川一男   |
| 11 | 12月15日       | 時計のない村                  | 小川未明      | 矢代静一        | 樋口雅一         | 樋口雅一         | 大山哲史   |
| 12 | 12月22日       | おもちゃのマーチ              | （海野厚）    | 矢代静一        | 山田みちしろ     | 山田みちしろ     | 青木稔     |
| 12 | 12月22日       | ごんごろ鐘                    | 新美南吉      | 森崎東          | 森田浩光         | 若林常夫         | 内田好之   |
| 13 | 12月29日       | 少年駅伝夫                    | 鈴木三重吉    | 沖島勲          | 辻伸一           | 辻伸一           | 下道一範   |
| 13 | 12月29日       | 兄弟                          | 山本有三      | 山田正弘        | 矢沢則夫         | 矢沢則夫         | 門屋達郎   |
| 14 | 1979年 1月5日  | どじょっこ ふなっこ           | (わらべうた)  | 横光晃          | 小林三男         | 若林常夫         | 宮川一男   |
| 14 | 1979年 1月5日  | 梨の実                        | 小山内薫      | 別役実          | 森田浩光         | 岡田敏靖         | 内田好之   |
| 15 | 1月12日        | あめふり                      | (北原白秋)    | 矢代静一        | 森田浩光         | 高橋春男         | 大山哲史   |
| 15 | 1月12日        | 赤いもち白いもち              | 浜田広介      | 川崎洋          | 藤本四郎         | 上口照人         | 石津節子   |
| 16 | 1月19日        | あわて床屋                    | (北原白秋)    | 別役実          | 樋口雅一         | 高橋信也         | 青木稔     |
| 16 | 1月19日        | 木馬のゆめ                    | 酒井朝彦      | 川崎洋          | 高橋信也         | 矢沢則夫         | 田中静恵   |
| 17 | 1月26日        | 魔法                          | 坪田譲治      | 川崎洋          | 森田浩光         | 森田浩光         | 内田好之   |
| 17 | 1月26日        | 枝の上のカラス                | 坪田譲治      | 川崎洋          | 小林三男         | 藤原万秀         | 下道一範   |
| 18 | 2月1日         | 赤い靴                        | （野口雨情）  | 横光晃          | 芝山努           | 芝山努           | 門野真理子 |
| 18 | 2月1日         | しょんべん稲荷                | 千葉省三      | （沖島勲）      | 荒木伸吾         | 姫野美智         | 下道一範   |
| 19 | 2月9日         | 三太カッパ退治                | 青木茂        |                 |                  |                  |            |
| 19 | 2月9日         | 定ちゃんの手紙                | 千葉省三      |                 |                  |                  |            |
| 20 | 2月16日        | ぜっぺき                      | 小出正吾      | 沖島勲          | 小林治           | 小林治           | 大山哲史   |
| 20 | 2月16日        | 酒屋のワン公                  | 小川未明      | 勝目貴久        | 北田一           | 湯川高光         | 青木稔     |
| 21 | 2月23日        | けんか                        | 千葉省三      | 武子一丸        | 富野喜幸         | 福田皖           | 横瀬直人   |
| 21 | 2月23日        | ふしぎな山のおじいさん        | 浜田広介      |                 |                  |                  |            |
| 22 | 3月2日         | 待ちぼうけ                    | (北原白秋)    | 別役実          | 藤本四郎         | 上口照人         | 西村邦子   |
| 22 | 3月2日         | 梟と幸吉                      | 吉田絃二郎    |                 |                  |                  |            |
| 23 | 3月9日         | ふしぎなぼうし                | 豊島与志雄    | 川崎洋          | 樋口雅一         | 高橋春男         | 内田好之   |
| 23 | 3月9日         | よっぱらい星                  | 小川未明      |                 |                  |                  |            |
| 24 | 3月16日        | 屁                            | 新美南吉      |                 |                  |                  |            |
| 24 | 3月16日        | 片耳の大鹿                    | 椋鳩十        | 芦沢俊郎        | 高橋信也         | 高橋信也         | 横瀬直人   |
| 25 | 3月23日        | おしゃれトンボ                | 石森延男      | 山田正弘        | 芝山努           | 芝山努           | 門野真理子 |
| 25 | 3月23日        | なくなった人形                | 小川未明      | 山田正弘        | 大貫信夫         | 大貫信夫         | 小関俊之   |
| 26 | 3月30日        | 一房の葡萄                    | 有島武郎      |                 | 藤本四郎         | 高橋春男         | 阿部幸次   |
| 26 | 3月30日        | 陸軍大将                      | 武井武雄      | 山田正弘        | 藤原万秀         | 藤原万秀         | 下道一範   |
| 27 | 4月13日        | 杜子春                        | 芥川龍之介    | 横光晃          | 辻伸一           | 辻伸一 矢沢則夫  | 内田好之   |
| 28 | 4月20日        | おじいさんのランプ            | 新美南吉      |                 |                  |                  |            |
| 29 | 4月27日        | 三太子ネコ                    | 青木茂        | 森崎東          | 藤本四郎         | 上口照人         | 宮川一男   |
| 29 | 4月27日        | 北風のくれたテーブルかけ      | 久保田万太郎  | 矢代静一        | 河内日出夫       | 河内日出夫       | 大山哲史   |
| 30 | 5月4日         | 善太漂流記 びんのゆくえ       | 坪田譲治      | 山田正弘        | 森田浩光         | 森田浩光         | 内田好之   |
| 30 | 5月4日         | 清坊と三吉                    | 吉田絃二郎    | 武子一丸        | 西牧ひでお       | 藤田登           | 横瀬直人   |
| 31 | 5月11日        | 三日月にぶらさがった男の話    | 佐藤義美      | 関功            | 樋口雅一         | 高橋春男         | 下道一範   |
| 31 | 5月11日        | 三匹の小牛                    | 鈴木三重吉    | 沖島勲          | 森田浩光         | 若林常夫         | 西村邦子   |
| 32 | 5月18日        | コーカサスのはげたか          | 豊島与志雄    | 矢代静一        | 高橋信也         | 若林常夫         | 青木稔     |
| 32 | 5月18日        | 金色の足あと                  | 椋鳩十        | 横光晃          | 矢沢則夫         | 矢沢則夫         | 門屋達郎   |
| 33 | 5月25日        | 三太物語 三太月世界           | 青木茂        | 森崎東          | 藤本四郎         | 上口照人         | 阿部幸次   |
| 33 | 5月25日        | 池の鯉                        |               |                 |                  |                  |            |
| 34 | 6月1日         | どこかに生きながら            | 小川未明      | 久貴千賀子      | 高橋信也         | 高橋信也         | 宮川一男   |
| 34 | 6月1日         | うた時計                      | 新美南吉      | 山田正弘        | 芝山努           | 芝山努           | 門野真理子 |
| 35 | 6月8日         | 多衛門の影                    | 武井武雄      | 山田正弘        | 樋口雅一         | 樋口雅一         | 樋口雅一   |
| 35 | 6月8日         | 大河原三郎右衛門              | 下畑卓        | 山田正弘        | 光延博愛         | 高橋春男         | 内田好之   |
| 36 | 6月15日        | 愛犬カヤ                      | 椋鳩十        | 沖島勲          | 西牧ひでお       | つちだこういち   | 西村邦子   |
| 36 | 6月15日        | 清造と沼                      | 宮島資夫      | 沖島勲          | 小林治           | 小林治           | 下道一範   |
| 37 | 6月22日        | 火事とポチ                    | 有島武郎      | 関功            | 森田浩光         | 森田浩光         | 門屋達郎   |
| 37 | 6月22日        | 小川の葦                      | 坪田譲治      | 森崎東          | 藤本四郎         | 若林常夫         | 下道一範   |
| 38 | 6月29日        | 三太物語 花萩先生と野球       | 青木茂        | 森崎東          | 光延博愛         | 上口照人         | 宮川一男   |
| 38 | 6月29日        | 木魂の靴                      | 武井武雄      | 久貴千賀子      | 辻伸一           | 辻伸一           | 阿部幸次   |
| 39 | 7月6日         | 鶴の笛                        | 林芙美子      | 関功            | 河内日出夫       | 河内日出夫       | 石川山子   |
| 39 | 7月6日         | くまと車掌                    | 木内高音      | 稲垣俊          | 矢沢則夫         | 矢沢則夫         | 大山哲史   |
| 40 | 7月13日        | 村の子                        | 坪田譲治      | 山田正弘        | 藤原万秀         | 藤原万秀         | 横瀬直人   |
| 40 | 7月13日        | 雪のはとば                    | 石森延男      | 山田正弘        | 芝山努           | 芝山努           | 門野真理子 |
| 41 | 7月20日        | 善太と汽車                    | 坪田譲治      | 武子一丸        | 大貫信夫         | 大貫信夫         | 青木稔     |
| 41 | 7月20日        | 山の小僧                      | 外村繁        | 武子一丸        | こはなわためお   | つちだこういち   | 大山哲史   |
| 42 | 7月27日        | 三太物語 三太の動物実験       | 青木茂        |                 |                  |                  |            |
| 42 | 7月27日        | 虹猫のぼうけん                | 宮原晃一郎    | 山田正弘        | 樋口雅一         | 若林常夫         | 田中静恵   |
| 43 | 8月3日         | ヒロシマのうた                | 今西祐行      | 森崎東          | 小林治           | 小林治           | 大山哲史   |
| 43 | 8月3日         | キンショキショキ              | 豊島与志雄    | 川崎洋          | 藤原万秀         | 藤原万秀         | 亀崎経史   |
| 44 | 8月10日        | 五銭の白銅                    | 坪田洋吉      | 山田正弘        | 矢沢則夫         | 矢沢則夫         | 門屋達郎   |
| 44 | 8月10日        | ぽけっとの海                  | 今江祥智      | 別役実          | 高橋信也         | 高橋信也         | 横瀬直人   |
| 45 | 8月17日        | だれも知らない時間            | 安房直子      | 山田正弘        | なべしまよしつぐ | なべしまよしつぐ | 秋保富恵   |
| 45 | 8月17日        | 牛ぬすっと                    | 川村たかし    | 山田正弘        | 芝山努           | 芝山努           | 門野真理子 |
| 46 | 8月24日        | 虎ちゃんの日記                | 千葉省三      | 横光晃          | 光延博愛         | 前田実 湯川高光  | 青木稔     |
| 47 | 8月31日        | 三太天幕旅行                  | 青木茂        | 森崎東          | 西牧ひでお       | 高橋春男         | 門屋達郎   |
| 47 | 8月31日        | 島の太吉                      | 今西祐行      | 関功            | 藤原万秀         | 藤原万秀         | 大山哲史   |
| 48 | 9月7日         | 茂次の登校                    | 北川千代      |                 |                  |                  |            |
| 49 | 9月14日        | にらめっくらの鬼瓦            | 沖野岩三郎    |                 |                  |                  |            |
| 49 | 9月14日        | ヒゲの生えたモナ・リザ        | 須藤克三      |                 |                  |                  |            |
| 50 | 9月21日        | トロッコ                      | 芥川龍之介    | 山田正弘        | 芝山努           | 芝山努           | 門野真理子 |
| 50 | 9月21日        | 港に着いた黒んぼ              | 小川未明      | 山田正弘        | 菊田武勝         | 菊田武勝         | 小関俊之   |
| 51 | 9月28日        | 三太物語 三太とチョビ助の病気 | 青木茂        | 森崎東          | 藤本四郎         | 八幡正           | 門屋達郎   |
| 51 | 9月28日        | きつねの窓                    | 安房直子      | 別役実          | 殿河内勝         | 殿河内勝         | 馬郡美保子 |

## 放送局
系列は本放送当時のもの。放送日時は個別に出典が掲示されているものを除き、1978年11月中旬 - 12月上旬時点のものとする。
| 放送対象地域   | 放送局       | 放送日時           | 系列                   | 備考                  |
| -------------- | ------------ | ------------------ | ---------------------- | --------------------- |
| 近畿広域圏     | 毎日放送     | 金曜 19:00 - 19:30 | TBS系列                | 制作局                |
| 北海道         | 北海道放送   | 金曜 19:00 - 19:30 | TBS系列                |                       |
| 青森県         | 青森テレビ   | 金曜 19:00 - 19:30 | TBS系列                |                       |
| 宮城県         | 東北放送     | 金曜 19:00 - 19:30 | TBS系列                |                       |
| 福島県         | 福島テレビ   | 金曜 19:00 - 19:30 | TBS系列 フジテレビ系列 |                       |
| 関東広域圏     | 東京放送     | 金曜 19:00 - 19:30 | TBS系列                | 現・TBSテレビ         |
| 新潟県         | 新潟放送     | 金曜 19:00 - 19:30 | TBS系列                |                       |
| 石川県         | 北陸放送     | 金曜 19:00 - 19:30 | TBS系列                |                       |
| 山梨県         | テレビ山梨   | 金曜 19:00 - 19:30 | TBS系列                |                       |
| 静岡県         | 静岡放送     | 金曜 19:00 - 19:30 | TBS系列                |                       |
| 中京広域圏     | 中部日本放送 | 金曜 19:00 - 19:30 | TBS系列                | 現・CBCテレビ         |
| 鳥取県・島根県 | 山陰放送     | 金曜 19:00 - 19:30 | TBS系列                |                       |
| 岡山県・香川県 | 山陽放送     | 金曜 19:00 - 19:30 | TBS系列                | 現・RSK山陽放送       |
| 広島県         | 中国放送     | 金曜 19:00 - 19:30 | TBS系列                |                       |
| 山口県         | テレビ山口   | 金曜 19:00 - 19:30 | TBS系列 フジテレビ系列 |                       |
| 高知県         | テレビ高知   | 金曜 19:00 - 19:30 | TBS系列                |                       |
| 福岡県         | RKB毎日放送  | 金曜 19:00 - 19:30 | TBS系列                |                       |
| 大分県         | 大分放送     | 金曜 19:00 - 19:30 | TBS系列                |                       |
| 沖縄県         | 琉球放送     | 金曜 19:00 - 19:30 | TBS系列                |                       |
| 岩手県         | 岩手放送     | 水曜 17:30 - 18:00 | TBS系列                | 現・IBC岩手放送       |
| 秋田県         | 秋田放送     | 水曜 17:30 - 18:00 | 日本テレビ系列         |                       |
| 山形県         | 山形放送     | 水曜 17:00 - 17:30 | 日本テレビ系列         |                       |
| 富山県         | 北日本放送   | 月曜 17:00 - 17:30 | 日本テレビ系列         | 1979年3月26日まで放送 |
| 福井県         | 福井テレビ   | 土曜 18:00 - 18:30 | フジテレビ系列         |                       |
| 長野県         | 信越放送     | 土曜 17:00 - 17:30 | TBS系列                |                       |
| 徳島県         | 四国放送     | 土曜 17:00 - 17:30 | 日本テレビ系列         |                       |
| 愛媛県         | 南海放送     | 水曜 16:55 - 17:25 | 日本テレビ系列         |                       |
| 長崎県         | 長崎放送     | 火曜 16:50 - 17:20 | TBS系列                |                       |
| 熊本県         | 熊本放送     | 木曜 17:30 - 18:00 | TBS系列                |                       |
| 宮崎県         | 宮崎放送     | 土曜 17:00 - 17:30 | TBS系列                |                       |
| 鹿児島県       | 南日本放送   | 土曜 17:00 - 17:30 | TBS系列                |                       |